# Monte Tenibres
Monte Tenibres – szczyt w Alpach Nadmorskich, części Alp Zachodnich. Leży na granicy między Włochami (Piemont) a Francją (Prowansja-Alpy-Lazurowe Wybrzeże). Szczyt można zdobyć ze schronisk: Rifugio Zanotti lub Rifugio Rabuons.